# فابیان فورده
فابیان فورده (انگلیسی: Fabian Forde؛ زادهٔ ۲۶ اکتبر ۱۹۸۱) بازیکن فوتبال اهل بریتانیا است.
از باشگاه‌هایی که در آن بازی کرده‌است می‌توان به باشگاه فوتبال واتفورد اشاره کرد.
وی همچنین در تیم‌های ملی فوتبال Barbados national under-23 football team و باربادوس بازی کرده‌است.